# Мирослав Раичевић
Мирослав Раичевић (рођен 13. јула 1981. у Врбасу) је бивши српски кошаркаш.

## Каријера
Раичевић је почео да се бави кошарком у КК Будућност из Пећи. Године 1998, као јуниорски репрезентивац Југославије је прешао у солунски Арис. У финалу ФИБА купа 2003. против пољског Прокома је постигао победоносне поене за победу 84:83. Са Арисом је освојио куп Грчке 2004. године.
Након 7 година у Грчкој, Раичевић је прихватио понуду Црвене звезде, коју је у то време водио Драган Шакота, који му је био и тренер и у Арису. Добре игре у Црвеној звезди су му донеле позив у репрезентацију Србије и Црне Горе за Светско првенство у кошарци 2006. у Јапану. Реновирана репрезентација Србије и Црне Горе је подбацила на светском првенству. Након сезоне у Црвеној звезди, Раичевић је прешао у руски Динамо на позив Душана Ивковића за суму већу од милион долара, али је у Русији играо мало због повреде.
У јулу 2007. је прешао у италијански Наполи, али тамо није био задовољан, па је раскинуо уговор. У новембру 2007. се вратио у Црвену звезду потписавши уговор до краја сезоне. Од 2008. до 2010. поново је наступао у Грчкој лиги за екипе Паниониоса и Кавале. У септембру 2010. је потписао за Јенисеј из Краснојарска, али их напушта већ у јануару 2011. године.

## Успеси

### Клупски
- Арис:
  - ФИБА Европски куп шампиона (1): 2002/03.
  - Куп Грчке (1): 2004.
- Црвена звезда:
  - Куп Радивоја Кораћа (1): 2006.